# Peter Josef Ebner
Peter Josef Ebner, nemški general in vojaški veterinar, * 29. junij 1888, † 28. avgust 1962.